# Eparchia di Vienna e Austria

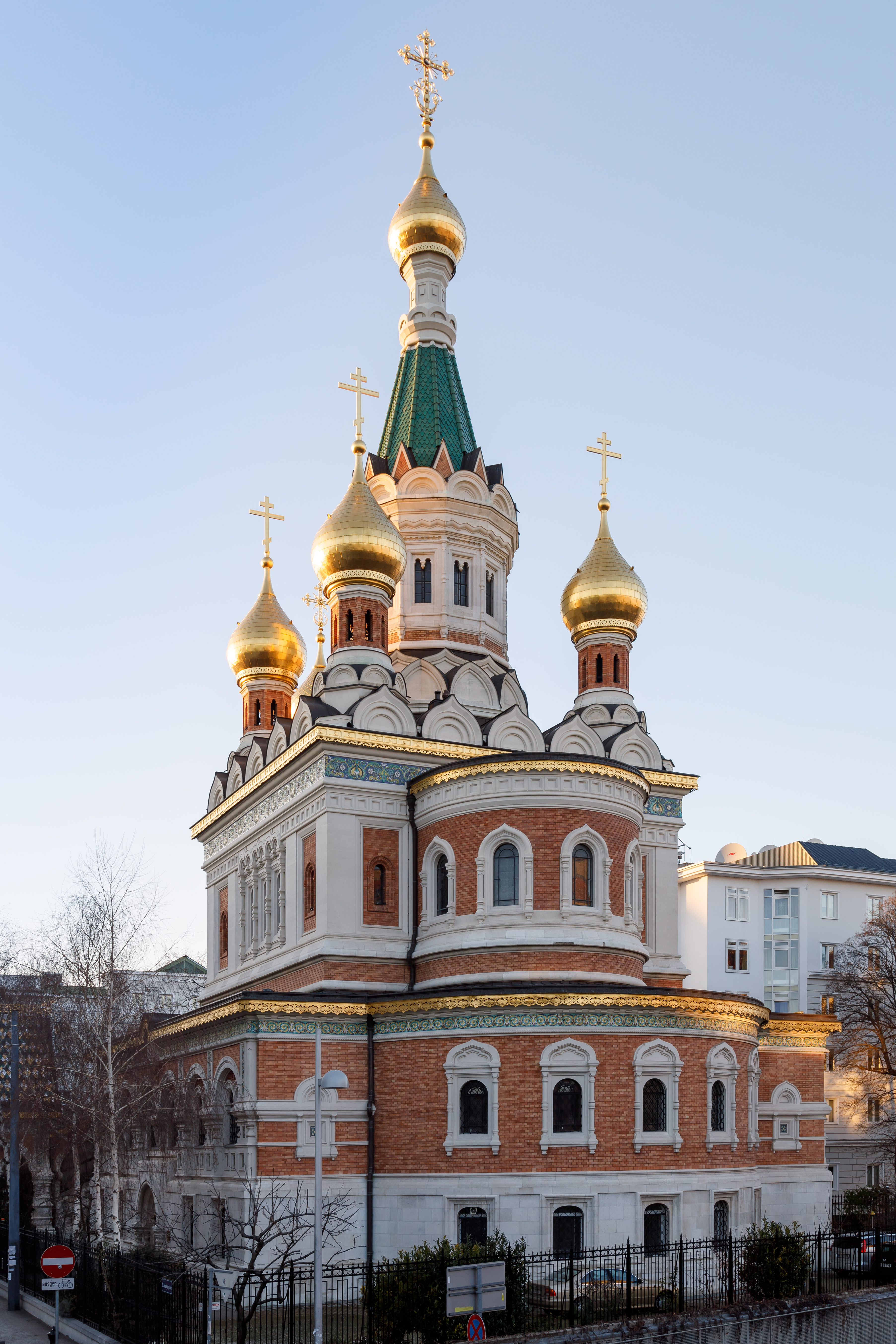
La cattedrale di San Nicola di Vienna.

L'eparchia di Vienna e Austria (in russo Венско-Австрийская епархия?) è una diocesi della Chiesa ortodossa russa in Austria.

## Territorio
L'eparchia ha giurisdizione su tutti i fedeli ortodossi, dipendenti dal patriarcato di Mosca, nel territorio dell'Austria.
Sede eparchiale è la capitale Vienna, dove si trova la cattedrale di San Nicola.

## Storia
Nel 1951 fu fondato a Vienna un decanato della Chiesa ortodossa russa, che il 16 novembre 1962 fu elevato dal Santo Sinodo al rango di eparchia.
Con la decisione del Sinodo dell'11 giugno 1993, la parrocchia di Graz, che apparteneva alla Chiesa ortodossa russa fuori dalla Russia, fu trasferita sotto la giurisdizione del patriarcato di Mosca e dell'eparchia di Vienna. In quest'epoca anche le parrocchie ortodosse della Chiesa ortodossa russa in Ungheria appartenevano all'eparchia viennese, fino al 20 aprile 2000, data di erezione dell'eparchia di Budapest e Ungheria.
Il 7 marzo 2012 le autorità austriache hanno ufficialmente approvato lo status giuridico dell'eparchia viennese della Chiesa ortodossa russa.